# I nove volti dell'assassino
I nove volti dell'assassino (titolo orig. The List of Adrian Messenger) è un romanzo dello scrittore inglese Philip MacDonald.
Dalla storia il regista John Huston trasse il film I cinque volti dell'assassino, uscito nel 1963, interpretato da Kirk Douglas, Tony Curtis, Dana Wynter, Burt Lancaster, Frank Sinatra, Robert Mitchum e George C. Scott.

## Trama
Lo scrittore inglese Adrian Messenger pranza col suo amico, George Firth, generale di Scotland Yard. Dopo i primi convenevoli, Adrian chiede a George di investigare su una lista di dieci uomini, consegnandogli un foglio con su scritti solo i nomi. Egli non dà alcuna spiegazione, ma George conosce bene Adrian e capisce ci deve essere un motivo per questa strana richiesta. Il giorno dopo Adrian prende un aereo per andare in America, ma durante il volo l'aereo precipita in mare, nell'Oceano Atlantico. Tre passeggeri sono sopravvissuti all'impatto: Raoul St. Denis, un giornalista francese ex maquis, una hostess ed Adrian. Messenger muore in mare, ma prima dice alcune parole, la hostess muore in ospedale. Raoul St. Denis viene interrogato, e dice di essere certo che non si tratti di un incidente ma di un attentato. È sicuro di aver sentito distintamente un'esplosione e poi di aver percepito che l'aereo precipitava. 
Nel frattempo, la lista di nomi su cui indagare, per varie strade, arriva in mano al detective Anthony Gethryn. Appare probabile che i due eventi siano collegati e vuole capire ciò che aveva intuito Adrian. Dopo molte peripezie, e dopo aver superato anche un certo scetticismo da parte dei propri superiori, Gethryn riesce a trovare un elemento in comune fra tutti gli uomini della lista, deceduti tutti per morte apparentemente accidentale. Qualcuno li ha uccisi, per uno scopo ancora sconosciuto, inscenando delle morti naturali. Al centro di tutto c'è una grossa eredità. Per impossessarsene, si muove un serial killer con la passione per i travestimenti. Ha eliminato tutte le persone che avrebbero potuto vantare diritti e ostacolare i suoi piani per la conquista del patrimonio del marchese di Gleneyre, Lord Roderick Bruttenholm.
Mentre l'assassino, dopo una lunga preparazione, cerca di portare a termine l'ultimo e più orrendo crimine, Gethryn continua a indagare per scoprire l'assassino, tentando di precederlo.

## Personaggi
- Adrian Messenger : scrittore inglese
- Jocelyn Messenger : cognata di Adrian
- Raoul St. Denis : giornalista francese
- Lord Roderick Bruttenholm : marchese di Gleneyre e grande proprietario terriero
- Lady Mildred Bruttenholm : marchesa di Gleneyre e moglie di Lord Roderick Bruttenholm
- Derek Bruttenholm : nipote di lord e lady di Bruttenholm
- Sir Egbert Lucas : capo del dipartimento investigativo di Scotland Yard
- George Firth : generale ed aiutante di Sir Egbert Lucas
- Anthony Gethryn : colonnello di Scotland Yard

## Citazione
- «Jocelyn.. got me, too.. tell Jocelyn. Photograph! Photograph! George, Emma’s. George, Emma’s book. All the brooms.. Clean sweep.. Only one broom left. Clean sweep. Clean.. sweep...»

## Edizioni italiane
- I nove volti dell'assassino, traduzione di Lidia Ballanti, copertina di Carlo Jacono, Il Giallo Mondadori settimanale n.803, Milano, Mondadori, 21 giugno 1964,  p. 170. - I Classici del Giallo Mondadori n.423, 12 aprile 1983, pp.190; I Classici del Giallo Mondadori n.1490, Milano, Mondadori, marzo 2025.